# ريني فيجا
ريني فيجا (بالإسبانية: Renny Vega) (4 يوليو 1979 في فنزويلا - ) هو لاعب كرة قدم فنزويلي في مركز حراسة المرمى. شارك مع منتخب فنزويلا تحت 20 سنة لكرة القدم ومنتخب فنزويلا لكرة القدم. أما مع النوادي، فقد لعب مع بورصا سبور ودنيزلي سبور وديبورتيفو تاشيرا وكولو-كولو ونادي أودينيزي ونادي أونياو دا ماديرا ونادي كاراكاس ونادي كارابوبو وDeportivo Anzoátegui S.C. ‏ وديبورتيفو ميراندا وديبورتيفو إيطاليا ‏ وAragua F.C. ‏ وDeportivo La Guaira F.C. ‏.

## وصلات خارجية
- ريني فيجا على موقع الاتحاد الدولي (مؤرشف)  (الإنجليزية)
- ريني فيجا على موقع اتحاد تركيا (لاعب) (الإنجليزية)
- ريني فيجا على موقع قاعدة بيانات كرة القدم.إي يو (الإنجليزية)
- ريني فيجا على موقع ناشيونال فوتبول تيمز (الإنجليزية)
- ريني فيجا على موقع Soccerway.com (الإنجليزية)
- ريني فيجا على موقع AS.com (الإسبانية)